# Hans Hilmeyer
Hans Hilmeyer  (* 28. März 1890; † 20. Jahrhundert) war ein deutscher politischer Funktionär. In den 1930er Jahren kandidierte er für verschiedene Parlamente.
Hilmeyer trat zum 8. August 1925 der NSDAP bei (Mitgliedsnummer 14.597). Den Schwerpunkt seiner Tätigkeit legte er auf die Mitgliedschaft in der Sturmabteilung (SA), in der er schließlich bis in den Rang eines Brigadeführers mit Dienstsitz in Passau befördert wurde.
Anfang der 1930er Jahre kandidierte Hilmeyer für die NSDAP als Abgeordneter für den Bayerischen Landtag.
Anlässlich der Reichstagswahl vom 10. April 1938 wurde Hilmeyer als Kandidat auf der „Liste des Führers zur Wahl des Großdeutschen Reichstages“ vorgeschlagen, verfehlte aber den Einzug in das Parlament.